# 威拉德 (堪薩斯州)
威拉德（英語：Willard）是一個位於美國堪薩斯州肖尼縣和沃邦西縣的城市。

## 地方資料
根據2020年美國人口普查的數據，威拉德的面積為0.28平方千米，當中陸地面積為0.28平方千米，而水域面積為0.00平方千米。當地共有人口74人，而人口密度為每平方千米264.29人。